# Beatrice Geronima di Lorena
Beatrice Geronima di Lorena (Bar-le-Duc, 1º luglio 1662 – Parigi, 9 febbraio 1738) fu un membro dei Guisa e fu la Badessa di Remiremont. Fu un membro della casa de Le Grand Dauphin e fu la presunta moglie di suo cugino le Chevalier de Lorraine. Morì senza figli.

## Biografia
Beatrice Geronima era la figlia maggiore di Francesco Maria di Lorena, principe di Lillebonne e della sua seconda moglie Anna di Lorena. Rimase nubile. Nota come Mademoiselle de Lillebonne in gioventù, fu un membro della casa di Luigi, le Grand Dauphin prima di intraprendere un cammino religioso nella vita. Fu molto legata a sua sorella Elisabetta.
Mentre frequentava la casa del Delfino, diventò intima di Luisa Francesca di Borbone nota come Madame la Duchesse. Fu anche intima di suo zio Carlo Enrico, Principe di Vaudémont e del Duca di Vendôme.
In quanto membro del Casato di Guisa fondato da Claudio, Duca di Guisa, fu una Principessa di Lorena come discendente in linea maschile di Renato II, Duca di Lorena. A corte, lei, come del resto la sua famiglia, detenevano il rango di prince étranger, un rango che era al disotto dell'immediata Famiglia Reale ed i principe del sangue.
Nel 1686, fu proposta come sposa per Francesco II d'Este, Duca di Modena. Luigi XIV aveva sostenuto il matrimonio ma in seguito disse che non voleva coinvolgere se stesso nell'unione. Invece, Francesco II d'Este sposò Margherita Maria Farnese e non ebbe mai figli.
I suoi cugini paterni di primo grado includevano lo Chevalier de Lorraine (amante di Filippo I, Duca d'Orléans), il Conte d'Armagnac; i suoi cugini materni includevano Luigi XIV di Francia e il summenzionato Duca dìOrléans.
Fu fatta coadiutrice di Remiremont nel 1705; Nel 1710, diventò Badessa di Remiremont, una prestigiosa abbazia benedettina nei pressi di Remiremont, nei Vosges in Francia. Prendendo il posto di Cristina di Salm, sarebbe rimasta la principessa-badessa fino alla sua morte nel 1738.
Morì a Parigi. Saint-Simon disse che sposò suo cugino Filippo di Lorena.

## Ascendenza
|                                |                         |                            | Genitori                           |  |  | Nonni |  |  | Bisnonni           |  |  | Trisnonni        |  |
|                                |                         |                            |                                    |  |  |       |  |  | Charles I d'Elbeuf |  |  | René II d'Elbeuf |  |
|                                |                         |                            |                                    |  |  |       |  |  | Charles I d'Elbeuf |  |  | René II d'Elbeuf |  |
|                                |                         | Louise de Rieux            |                                    |  |  |       |  |  | Charles I d'Elbeuf |  |  |                  |  |
| Charles II d'Elbeuf            |                         |                            |                                    |  |  |       |  |  | Charles I d'Elbeuf |  |  |                  |  |
|                                |                         | Marguerite de Chabot       | Léonor de Chabot                   |  |  |       |  |  |                    |  |  |                  |  |
|                                |                         | Marguerite de Chabot       | Léonor de Chabot                   |  |  |       |  |  |                    |  |  |                  |  |
|                                |                         | Marguerite de Chabot       | Françoise de Rye                   |  |  |       |  |  |                    |  |  |                  |  |
| François-Marie de Lorraine     |                         | Marguerite de Chabot       |                                    |  |  |       |  |  |                    |  |  |                  |  |
|                                |                         | Henri IV de France         | Antoine de Bourbon-Vendôme         |  |  |       |  |  |                    |  |  |                  |  |
|                                |                         | Henri IV de France         | Antoine de Bourbon-Vendôme         |  |  |       |  |  |                    |  |  |                  |  |
|                                |                         | Henri IV de France         | Jeanne III de Navarre              |  |  |       |  |  |                    |  |  |                  |  |
| Catherine de Bourbon-Vendôme   |                         | Henri IV de France         |                                    |  |  |       |  |  |                    |  |  |                  |  |
|                                |                         | Gabrielle d'Estrées        | Antoine d'Estrées                  |  |  |       |  |  |                    |  |  |                  |  |
|                                |                         | Gabrielle d'Estrées        | Antoine d'Estrées                  |  |  |       |  |  |                    |  |  |                  |  |
|                                |                         | Gabrielle d'Estrées        | Françoise Babou de La Bourdaisière |  |  |       |  |  |                    |  |  |                  |  |
| Béatrice-Hiéronyme de Lorraine |                         | Gabrielle d'Estrées        |                                    |  |  |       |  |  |                    |  |  |                  |  |
|                                | François II de Lorraine | Charles III de Lorraine    |                                    |  |  |       |  |  |                    |  |  |                  |  |
|                                | François II de Lorraine | Charles III de Lorraine    |                                    |  |  |       |  |  |                    |  |  |                  |  |
|                                | François II de Lorraine | Claude de Valois           |                                    |  |  |       |  |  |                    |  |  |                  |  |
| Charles IV de Lorraine         | François II de Lorraine |                            |                                    |  |  |       |  |  |                    |  |  |                  |  |
|                                |                         | Christine von Salm         | Paul von Salm                      |  |  |       |  |  |                    |  |  |                  |  |
|                                |                         | Christine von Salm         | Paul von Salm                      |  |  |       |  |  |                    |  |  |                  |  |
|                                |                         | Christine von Salm         | Marie Le Veneur de Tillières       |  |  |       |  |  |                    |  |  |                  |  |
| Anne de Lorraine               |                         | Christine von Salm         |                                    |  |  |       |  |  |                    |  |  |                  |  |
|                                |                         | Claude-François de Cusance | Evandelin Simon de Cusance         |  |  |       |  |  |                    |  |  |                  |  |
|                                |                         | Claude-François de Cusance | Evandelin Simon de Cusance         |  |  |       |  |  |                    |  |  |                  |  |
|                                |                         | Claude-François de Cusance | Béatrice de Vergy                  |  |  |       |  |  |                    |  |  |                  |  |
| Béatrice de Cusance            |                         | Claude-François de Cusance |                                    |  |  |       |  |  |                    |  |  |                  |  |
|                                |                         | Ernestine van Witthem      | Jean van Witthem                   |  |  |       |  |  |                    |  |  |                  |  |
|                                |                         | Ernestine van Witthem      | Jean van Witthem                   |  |  |       |  |  |                    |  |  |                  |  |
|                                |                         | Ernestine van Witthem      | Maria Margareta de Merode          |  |  |       |  |  |                    |  |  |                  |  |
|                                |                         | Ernestine van Witthem      |                                    |  |  |       |  |  |                    |  |  |                  |  |